# Castellum

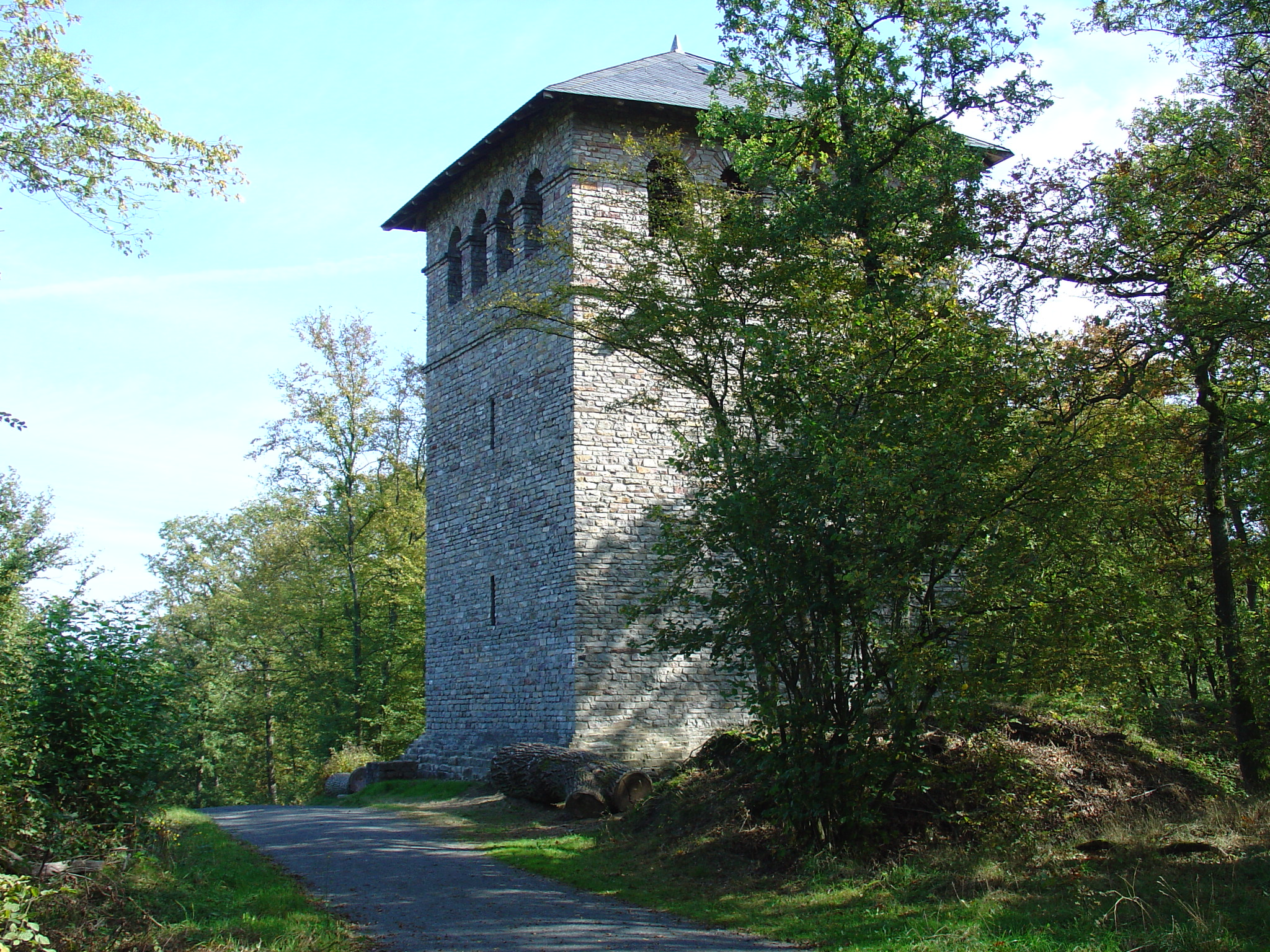
Egy őrtorony a Limes Németországi részén.

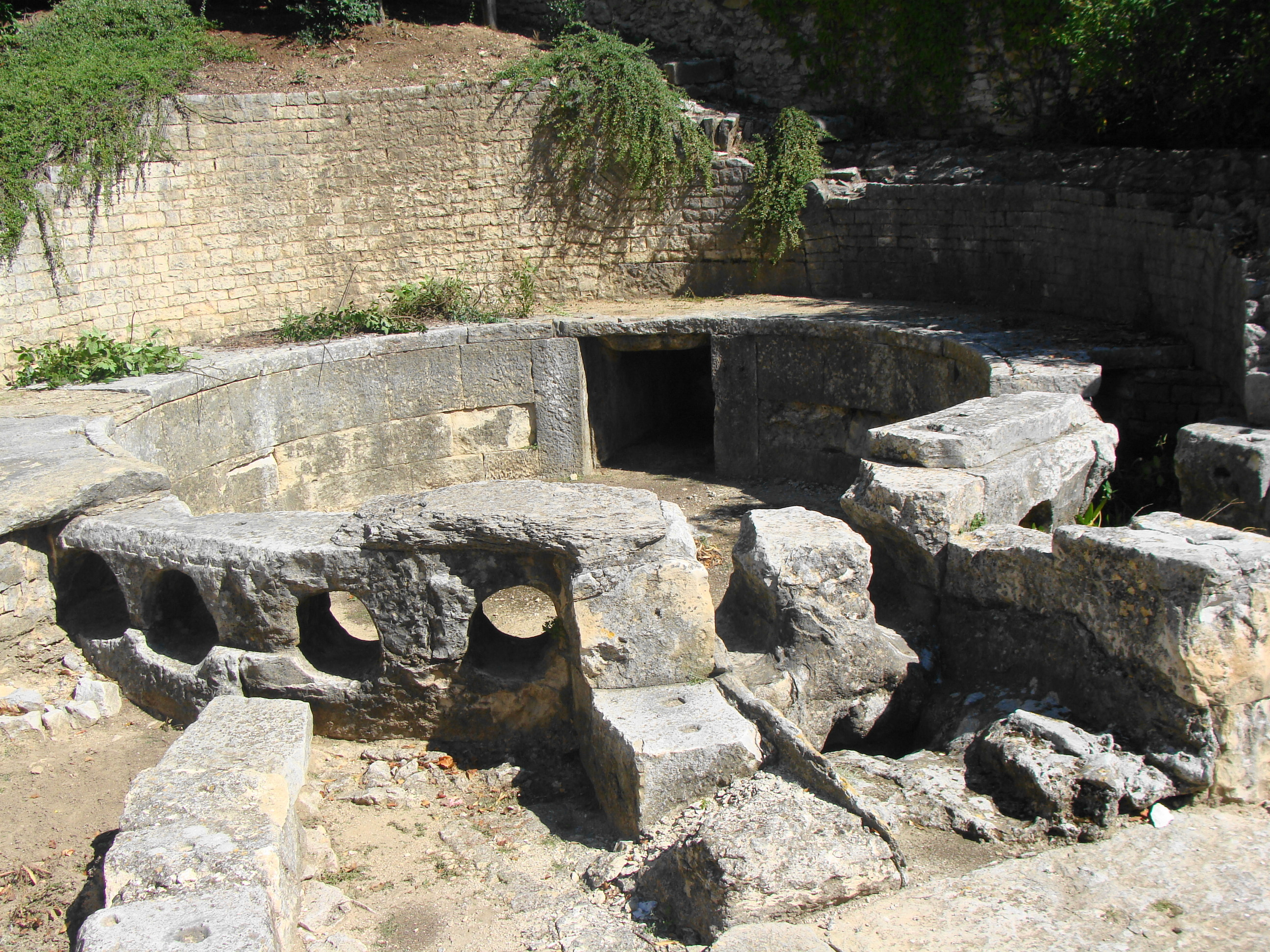
A castellum divisorium romjai Franciaországban.

A castellum egy latin szó, melynek jelentése:
- Kis római erődítmény, vagy torony,[2] amelyet gyakran őrtoronyként, vagy jelzőállomásként használtak. A castrum szó diminutív (kicsinyítő) változata. Meg kell különböztetni a burgus-tól, ami egy későbbi kifejezés volt, amit kifejezetten a germán lakosságú tartományokban használtak. A magyarországi limesnél castellum volt például Alisca (Őcsény).

Ebből a szóból ered a magyar kastély és – többek közt – az angol castle szó, ami várat jelent.

## Fordítás
Ez a szócikk részben vagy egészben  a   Castellum című angol Wikipédia-szócikk fordításán alapul.  Az eredeti cikk szerkesztőit annak laptörténete sorolja fel. Ez a jelzés csupán a megfogalmazás eredetét és a szerzői jogokat jelzi, nem szolgál a cikkben szereplő információk forrásmegjelöléseként.
1. ↑  Charlton T. Lewis, Charles Short, A Latin Dictionary
2. ↑  C. Julius Caesar, Gallic War; 2,30